# Валенфелс
Валенфелс (на немски: Wallenfels) е град в Бавария, Германия с 2747 жители (към 31 декември 2016). Валенфелс е държавно признат курорт за почивки. Намира се на 11 km източно от Кронах, и 32 km западно от Хоф.
Валенфелс е споменат за пръв път в документ през 1126 г. като „Ilowa“. Името „Waldenfels“ е споменато за пръв път през 1248 г. в документ на пфалцграф Ото I от Бавария. От там произлиза благородническият род Валденфелс.
През 1954 г. Валленфелс получава правата на град.